# Surdulești
Surdulești – wieś w Rumunii, w okręgu Ardżesz, w gminie Miroși. W 2011 roku liczyła 1031 mieszkańców.